# Bulbophyllum nabawanense
Bulbophyllum nabawanense là một loài phong lan thuộc chi Bulbophyllum.